# 星影匯

星影匯標誌

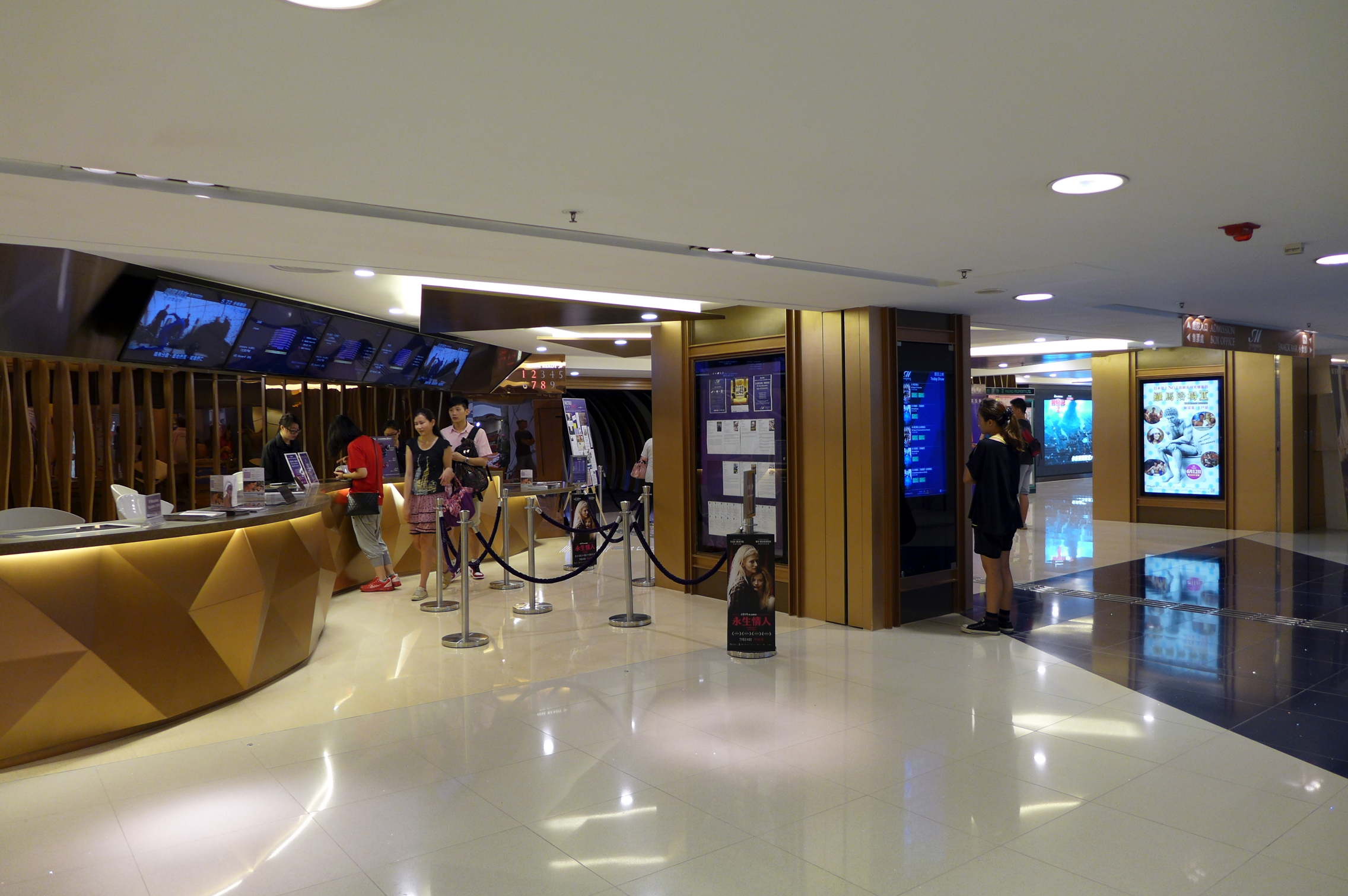
星影匯戲院

星影匯（The Metroplex）是香港昔日戲院之一，為Cinema City全資附屬機構，位於九龍灣展貿徑1號九龍灣國際展貿中心EMax地下，於2014年2月14日開始營業，原址前身為香港保齡球城。戲院除放映主流電影外，亦會放映電影節、獨立製作及特色專題電影，惟於2024年因九龍灣國際展貿中心重建而拆卸。
星影匯於2020年9月轉變營運權，由Cinema City接手營運星影匯，合和仍是業主並提供原有裝修及相關器材，有關租約該會直至2024年6月30日。

## 簡介
星影匯有9間影院，提供1100多個座位。所有影院均使用3D及4K放映系統，但仍設有菲林放映器材。音響方面，影院使用杜比7.1環繞聲，1、3及7至9號影院更設有杜比全景聲（Dolby Atmos），除5及6號影院外均設有震動座位。7至9號影院為VIP影院，戲票包括食物套餐，為全港第一間有餐膳服務的戲院。

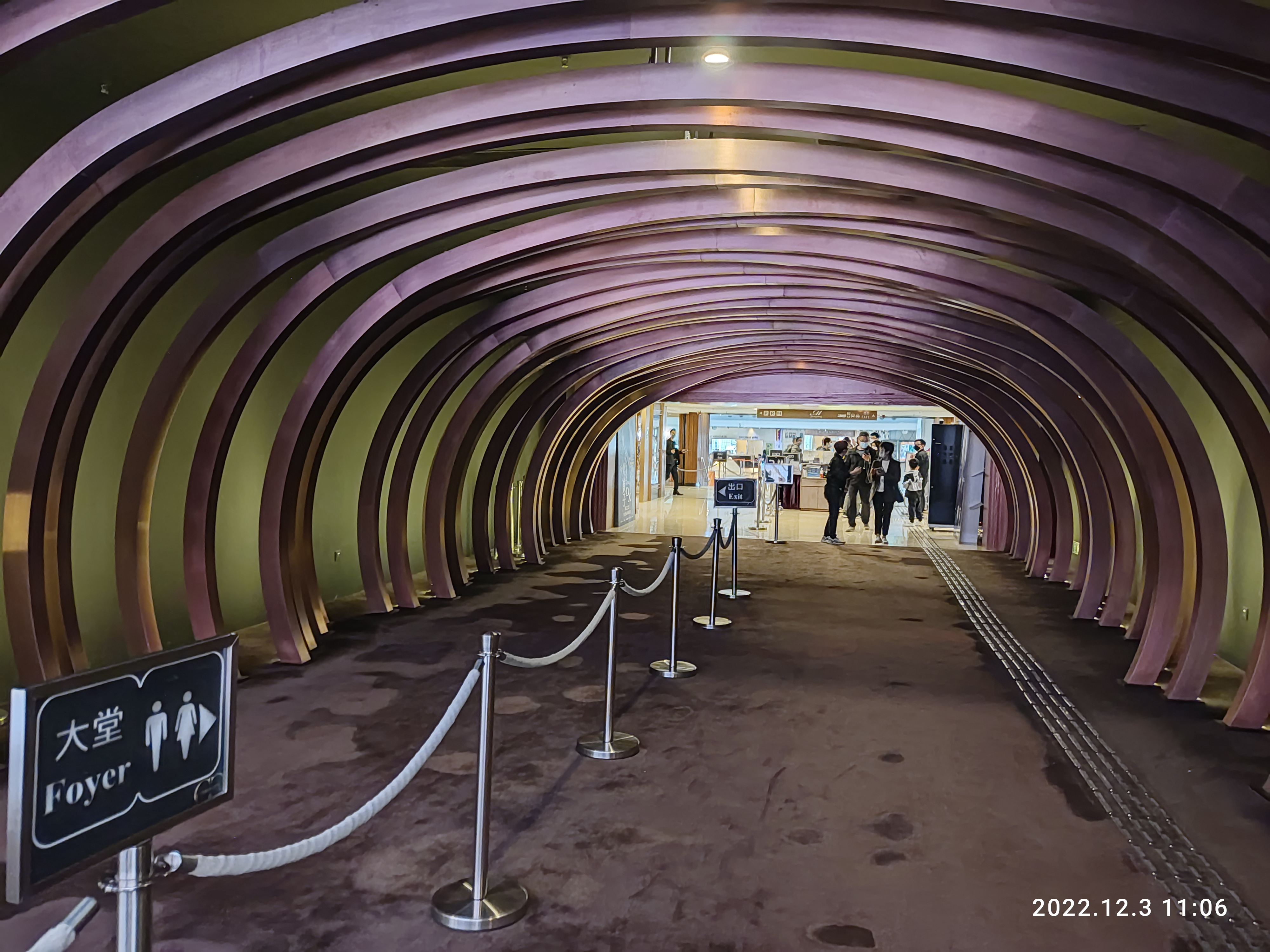
通道
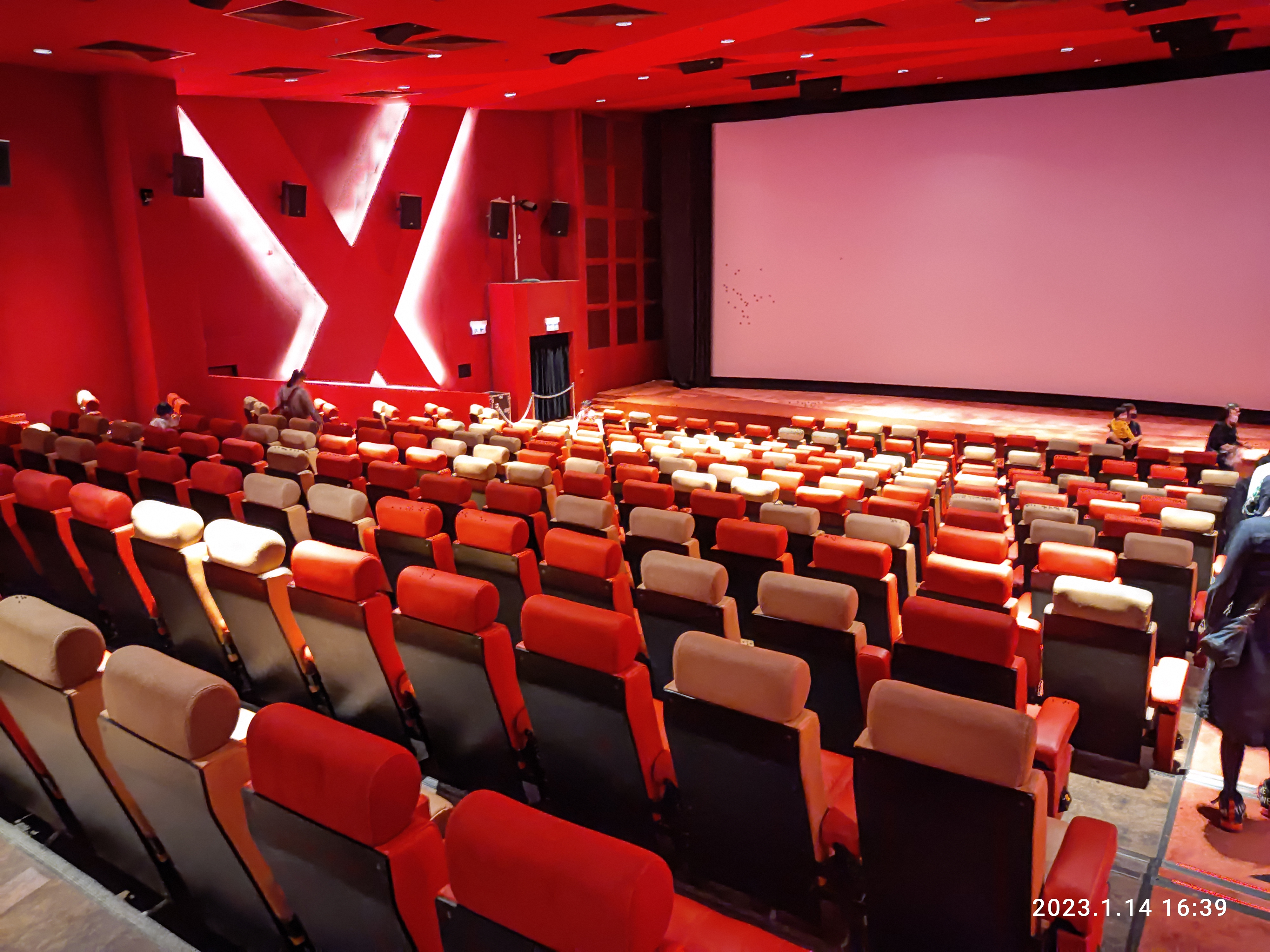
超過400個座位的House 1
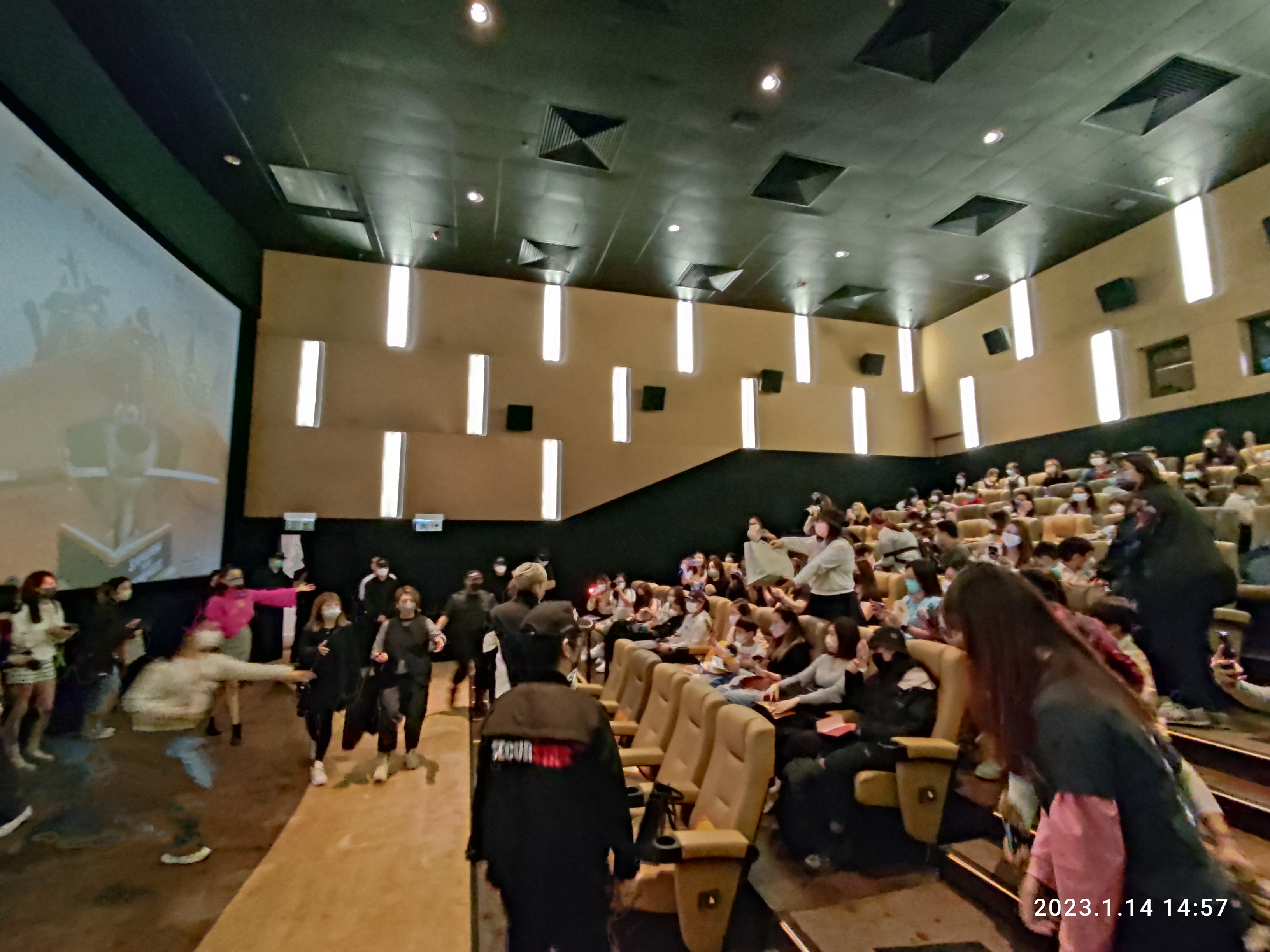
戲院

## 外部連結
- 星影匯主頁 （页面存档备份，存于）